# Cortar, copiar y pegar

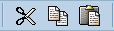
Íconos de cortar, copiar, pegar (de izquierda a derecha), en una barra de herramientas.

Las acciones de «cortar, copiar y pegar», o «copiar y pegar» o «cortar y pegar», en el uso cotidiano de las computadoras personales, son instrucciones generadas en la interacción humano-interfaz para la transferencia de textos, datos, archivos u objetos desde un lugar de origen al de destino. El uso más aceptado y generalizado de estos comandos se da en los entornos de los editores de texto siendo una herramienta fundamental para componer y reorganizar todo tipo de escritos.
Los términos provienen de la tradicional práctica manuscrita donde literalmente los textos se componían a base de cortar o copiar diferentes fragmentos para más tarde pegarlos o insertarlos en una nueva ubicación. Esta, fue una práctica habitual hasta bien avanzada la década de 1960 a raíz del uso de los tipos en imprenta.
La acción cortar remueve de su lugar de origen la información seleccionada mientras que al copiar se crea un duplicado de estos datos. En ambos casos, la información se guarda en un software de almacenamiento de corta duración, donde permanece hasta que se inserte en un nuevo destino mediante la acción pegar. Los nombres de estos comandos son una metáfora de la interfaz, creada en base al procedimiento físico de la edición en el diseño gráfico de una página de papel.
El objetivo de esta herramienta es acelerar la manera de expresar algo en forma escrita y también visual, pues podemos «copiar y pegar» el fragmento de un texto o una imagen, de esta manera la información circula para poder ser reelaborada y crear una producción propia. Debido a que la información disponible tiene un autor se recomienda hacer una lectura previa antes de ser utilizada y posteriormente se aconseja hacer la cita correspondiente.

## Popularización

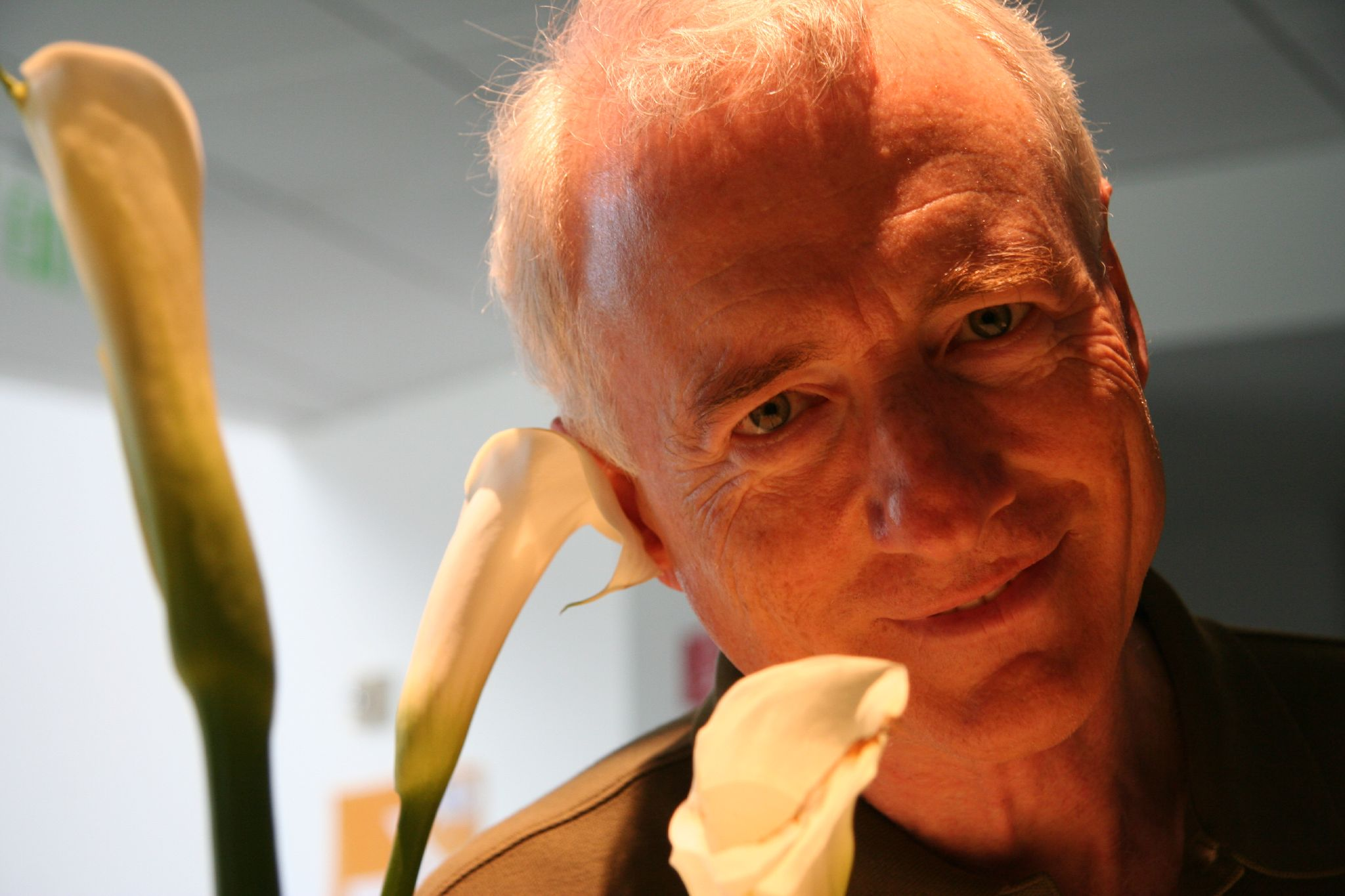
Larry Tesler, inventor del proceso de 'copiar' texto y enviarlo a memoria interna de la computadora, para luego 'pegarlo'.

En esos tiempos, la informática hogareña era meramente un prototipo, una idea experimental que todavía tenía mucho por desarrollarse. En ese marco fue cuando Lawrence G. «Larry» Tesler, que se encontraba trabajando en la programación de un sistema Smalltalk-76 (1974-1975), inventó un proceso por el cual se podría capturar texto y enviarlo a una memoria interna de la computadora.
En el entorno de la PC fue la compañía Apple Inc. quien popularizó los mecanismos de copiar, cortar y pegar en sus sistemas operativos y aplicaciones, a través de la computadora Lisa y Macintosh a principio de los años 1980. Ya en ese momento se asoció estas acciones con las letras correspondientes para sus atajos rápidos de teclado que más tarde adoptaría también Microsoft en Windows:
- Ctrl+X: para cortar, debido a la forma en tijera de esta letra;[cita requerida]
- Ctrl+C: para copiar, por ser la inicial de «copiar» (en inglés, copy);
- Ctrl+V: para pegar, por proximidad en el teclado a las otras dos. La forma de la 'V' recuerda a la de un tubo de pegamento.

Esta asociación ha permanecido invariable hasta la actualidad llegando a popularizarse en jerga editorial el «control x» , «control c» o «control v» como referencia a las acciones que producen.
Adicionalmente, existen métodos alternativos a estos, que son más dirigidos a la edición de texto, aunque no son tan populares, siguen siendo funcionales.
- ⇧ Mayús+Supr/Del: para cortar, debido a que realmente estás suprimiendo el texto seleccionado;[cita requerida]
- Ctrl+Insert: para copiar, por la proximidad que tiene esta combinación alternativa;
- ⇧ Mayús+Insert: para pegar, pues se está insertando el texto seleccionado en el portapapeles.

Estas alternativas también dependen de si el programa en el que se está trabajando no reemplazó dichos atajos.
En Windows, una vez seleccionado el texto podemos clickear sobre él con el botón secundario del mouse y elegir entre las opciones de copiar y cortar, para seguidamente repetir la acción y pegar el contenido en un nuevo lugar. Las mismas acciones se realizan con las mismas teclas en GNU/Linux.

## Portapapeles
El portapapeles es una herramienta del sistema operativo o entorno de escritorio que permite almacenar temporalmente información de cualquier tipo. Al portapapeles se puede copiar texto, imágenes, archivos, etc. Usualmente el contenido del portapapeles se obtiene desde la función de copiar o cortar, y se recupera con la función de pegar o mover.
El portapapeles básico permite solamente una copia. En otras palabras, no permite almacenar múltiples archivos, imágenes, textos, etc. La información es perdida si se reinicia el sistema.
Existen aplicaciones que implementan su propio portapapeles, con posibilidad de almacenar múltiples copias de información.

## Modo de uso
Las opciones «cortar, copiar y pegar» están dirigida al portapapeles de la PC para ser pegada en un documento de texto o en algún  directorio del disco. 
Existen cuatro maneras de realizar este procedimiento los cuales son:
1. Abrir un documento de texto, seleccionar la sección de las  palabras, luego presionar la combinación de teclas Ctrl+C.
2. Colocar el cursor en la parte del texto que se elija y luego presionar las teclas Ctrl+V. De esta manera el texto que había sido enviado al portapapeles aparecerá copiado en donde esté el cursor o en algún otro documento que se esté editando.
3. Repetir los pasos 1 y 2 posteriormente presionar las teclas Ctrl+X. Aquí el escrito seleccionado desaparecerá pero luego reaparecerá al ser pegado utilizando la combinación de teclas Ctrl+V.

Una vez finalizado uno de los procedimientos de «copiar y pegar» se recomienda, como paso a seguir, escribir el texto  de origen para que, de esta manera, se pueda elaborar un trabajo adecuado y se pueda realizar de una manera más rápida.